# Ertuğrul Gazi-moskee
De Ertuğrul Gazi-moskee of Ärtogrul Gazy-moskee is een moskee in Asjchabad, de hoofdstad van Turkmenistan. Het is een prominent herkenningspunt in Asjchabad met zijn vier minaretten en een centrale koepel en heeft een weelderige interieurdecoratie met glas-in-loodramen. Het witmarmeren gebouw doet denken aan de Blauwe Moskee van Istanbul. De moskee biedt plaats aan maximaal 5.000 gelovigen tegelijk.

## Geschiedenis
De moskee werd in 1998 ingewijd na de onafhankelijkheid van Turkmenistan in 1990. Ze is vernoemd naar Ertuğrul, de vader van sultan Osman I, stichter van het Ottomaanse Rijk, en werd ontworpen door Hilmi Şenalp.